# Stella del Mattino (capo indiano)
Stella del Mattino (in inglese Dull Knife, cheyenne: Vóóhéhéve, noto anche col nome lakota Tamílapéšni) (1810 – 1883) è stato un grande capo dei Cheyenne settentrionali nel XIX secolo.

## Biografia
Stella del mattino divenne famoso per la resistenza attiva all'espansione occidentale ed al governo federale. Si deve al coraggio ed alla determinazione di Stella del Mattino e di altri capi Cheyenne il fatto che i Cheyenne settentrionali posseggono ancora una terra nel loro territorio tradizionale (attuale Montana).
Nonostante fosse conosciuto da coloni locali, soldati statunitensi ed altri indiani anche col nome di "Coltello Spuntato" (o Motšêške Ôhnêxahpo in Cheyenne, traduzione del termine Lakota), il suo nome Cheyenne è Stella del Mattino. Guerriero Cheyenne in ogni senso, Stella del Mattino viene descritto da molti scrittori del secolo come "un ammirevole fuorilegge" rispetto ad altri come Rob Roy e William Wallace.
Nel 1868 Stella del Mattino rappresentò la propria tribù alla firma del trattato di Fort Laramie. Dopo "l'ultima difesa di Custer" nella battaglia del Little Bighorn del 1876, Stella del Mattino si alleò con i Sioux e con altre tribù contro gli Stati Uniti d'America. Dopo una disastrosa razzia (il combattimento di Stella del Mattino) svolta dai soldati statunitensi in cui furono distrutte 153 abitazioni e 500 cavalli da guerra, molti Cheyenne furono obbligati ad arrendersi. Furono trasportati nel territorio indiano in Oklahoma.
Impossibilitata a cacciare, la tribù iniziò a patire la fame e le malattie fino a settembre 1878, quando Stella del Mattino e Piccolo Lupo iniziarono a guidare i propri uomini a nord verso le loro antiche terre. Combattendo durante il tragitto, gli Cheyenne riuscirono a sconfiggere le truppe federali nelle Sand Hills finché, separatisi i due capi con i rispettivi seguaci, Stella del Mattino e i suoi non furono catturati nei pressi di Fort Robinson in Nebraska. Si dice che la tribù avesse smontato le armi, nascoste sotto le coperte o indossate come collari e braccialetti dai bambini. L'8 gennaio 1879 la tribù cercò nuovamente di fuggire a nord quando fu informata che sarebbe stata deportata nuovamente nell'Oklahoma: molti Cheyenne, soprattutto donne e bambini, furono uccisi dalle truppe federali e moltissimi fuggitivi morirono per il freddo (affrontando temperature pari a -10° senza disporre di indumenti pesanti e coperte) durante la fuga. Pochi superstiti, compreso Stella del Mattino, riuscirono a fuggire e a raggiungere Piccolo Lupo e la sua banda.
Stella del Mattino morì nel 1883 e fu sepolto su un'alta collina a Lame Deer (Montana), vicino al fiume Rosebud (oggi noto come Stillwater), affacciato sulla terra in cui aveva condotto il proprio popolo.
Chief Dull Knife College a Lame Deer, in Montana, è dedicato a lui. Una sua foto è presente nel best seller di Dee Brown del 1971 intitolato Seppellite il mio cuore a Wounded Knee.
Il 7 maggio 1957 l'attore Ian McDonald interpretò Stella del Mattino nell'episodio "Dull Knife Strikes for Freedom" del programma televisivo western della ABC/Desilu intitolato Le leggendarie imprese di Wyatt Earp, con Hugh O'Brian nel ruolo del protagonista, il vice maresciallo Wyatt Earp. Nella storia Stella del Mattino guida i propri indiani dalla riserva nel territorio dell'Oklahoma alla terra natale in Montana, che dicono essergli stata promessa dai bianchi.